# Chasse au cerf de l'électeur Frédéric le Sage
Chasse au cerf de l'électeur Frédéric le Sage est un tableau réalisé par le peintre allemand Lucas Cranach l'Ancien en 1529. Cette peinture à l'huile exécutée sur un panneau en bois de tilleul représente un paysage à l'instant du bat-l'eau, pendant une chasse à courre de Frédéric III de Saxe : harcelés par une meute de chiens, des cerfs se jettent dans le méandre d'un cours d'eau dont la rive opposée est gardée par des arbalétriers. L'œuvre est conservée depuis 1894 au musée d'Histoire de l'art de Vienne, à Vienne, en Autriche.
Il existe dans le monde plusieurs tableaux de l'artiste qui présentent un sujet similaire. L'un d'entre eux se trouve au Statens Museum for Kunst de Copenhague, au Danemark.

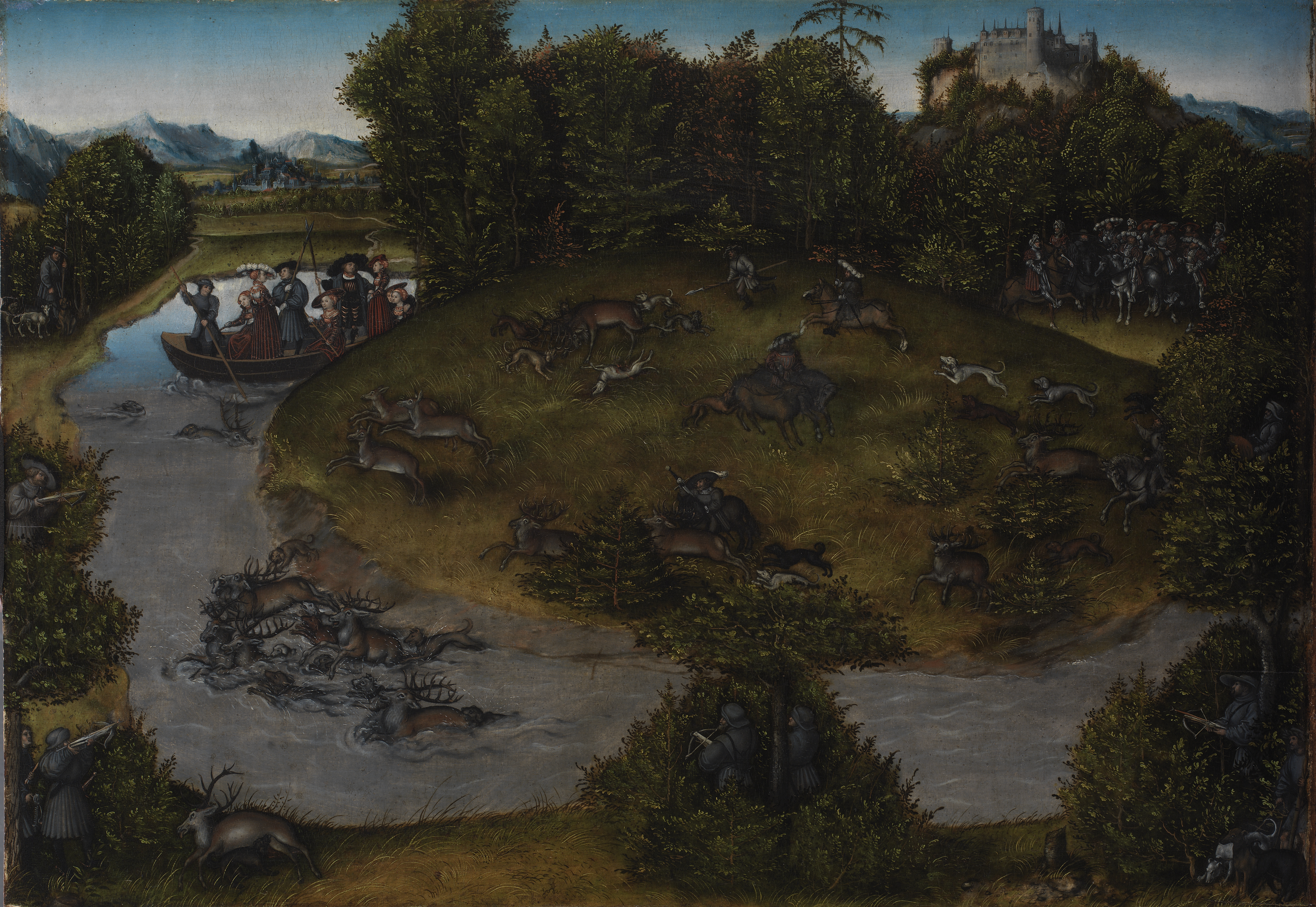
1530 ou après – Statens Museum for Kunst, Copenhague[1].
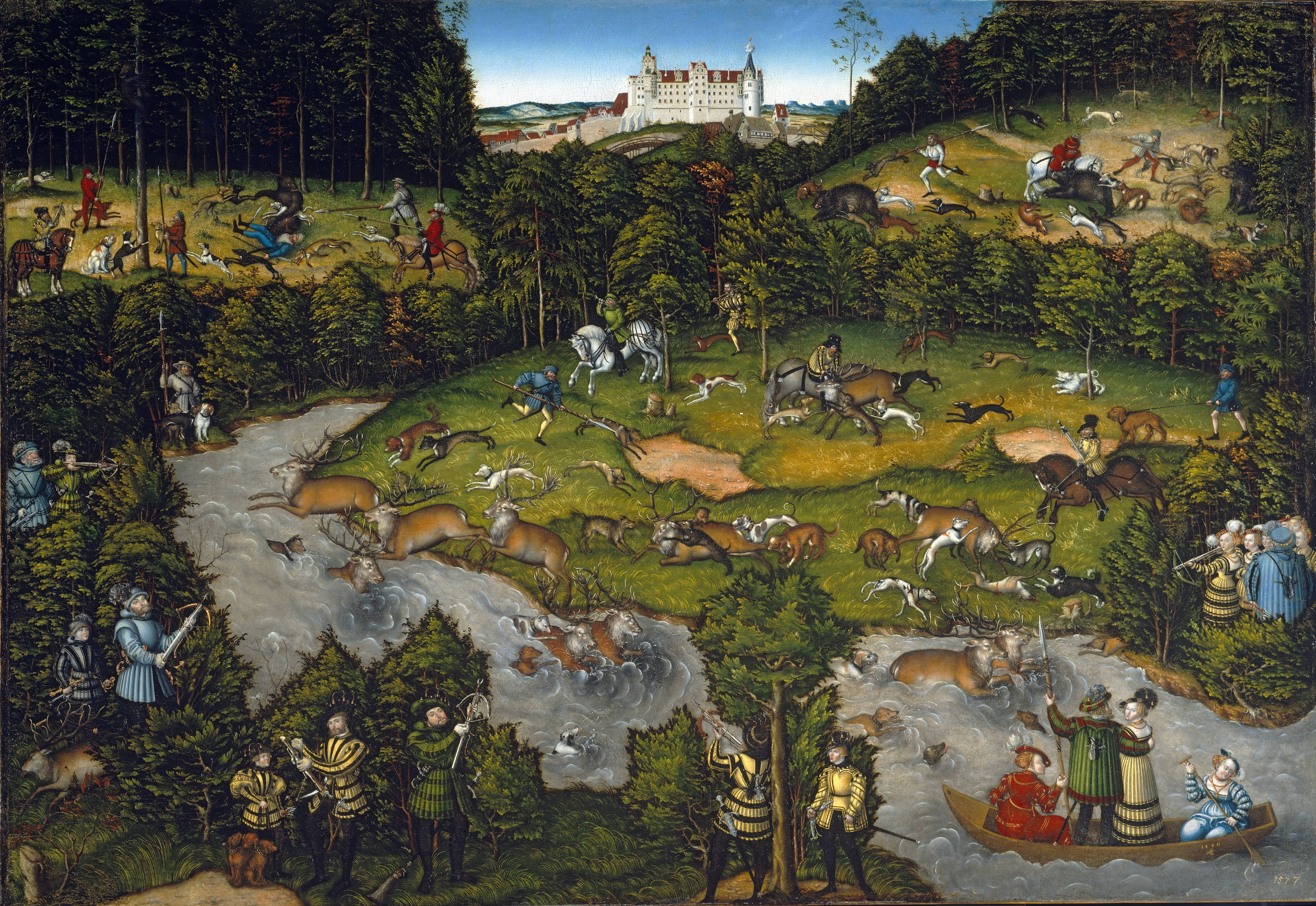
1540 – Cleveland Museum of Art, Cleveland[2].
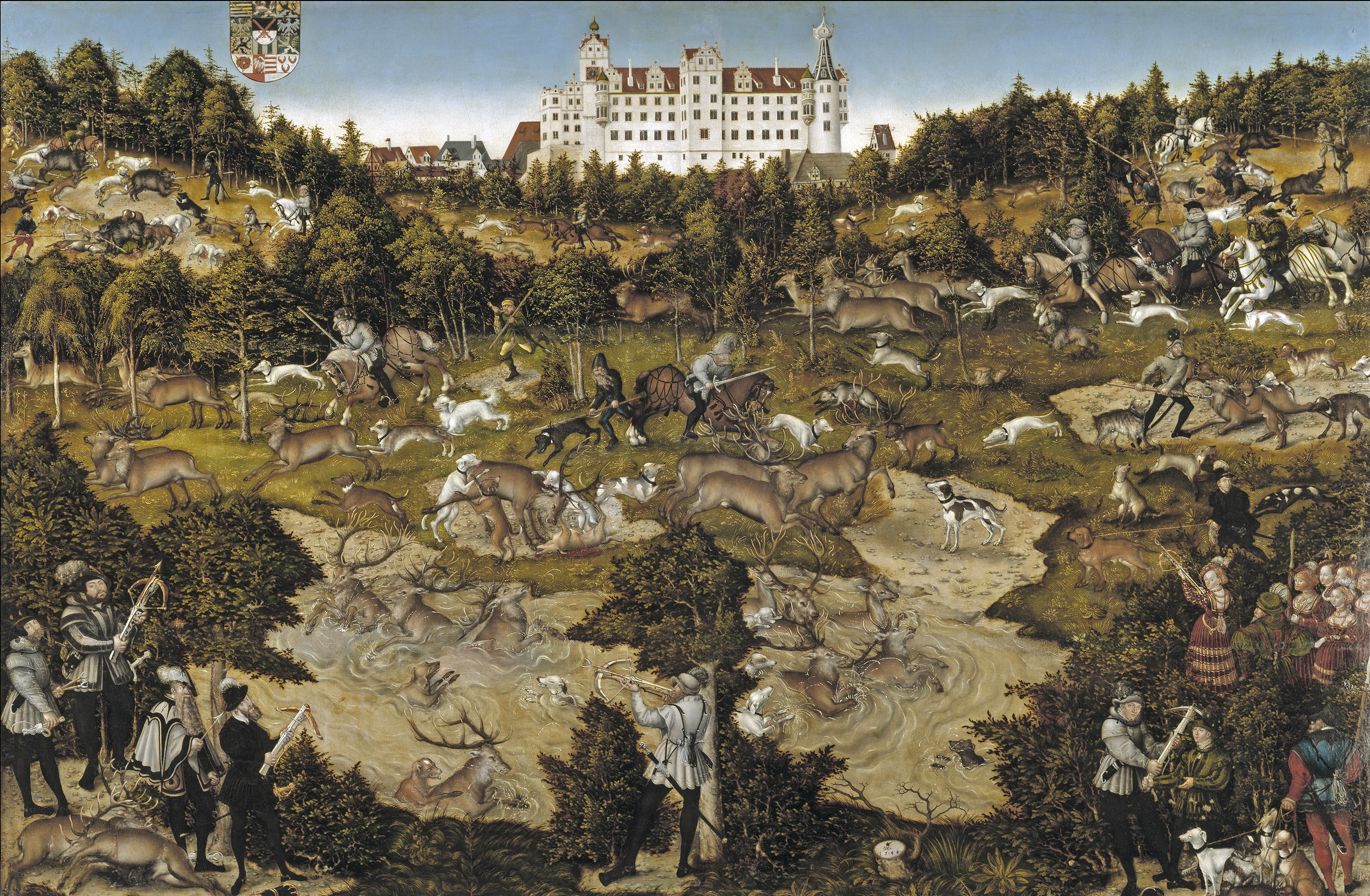
1544 – Musée du Prado, Madrid[3].